# That's the Way I Wanna Rock 'n' Roll
«That's the Way I Wanna Rock 'n' Roll» es una canción y un sencillo de la banda australiana de hard rock AC/DC. La canción apareció en su álbum de 1988 Blow Up Your Video como la segunda canción del disco. 
Una versión en vivo de esta canción se encuentra en el álbum en directo, Live: 2 CD Collector's Edition. Los lados B del sencillo fueron las canciones Borrowed Time y Kissin' Dynamite.
En 2005 el video musical, dirigido por Peter Sinclair, Brian Grant y Jiff Morrison fue lanzado en el DVD recopilatorio Family Jewels.

## Video musical
El video musical fue producido en 1988 por Peter Sinclair, Brian Grant y Jiff Morrison y muestra a la banda dando un concierto en vivo en Birmingham, junto con otras escenas en las que aparece Angus Young. 
Entre las que se encuentran cuando aparece junto a su Gibson SG en un hospital junto a un hombre totalmente vendado que para juicio de algunos fanes, es un chiste sobre Slash (guitarrista de Guns n' Roses ) ya que tiene una cabellera voluminosa como la de él y a los pies de la cama se encuentra una Gibson Les Paul, características obvias de él pero es solo en teoría, en otra escena sale de un póster de un cuarto de una escolar aburrida de estudiar, otra en un auto detenido junto a dos mujeres, una escena en la que aparece realizando su tradicional Duck Walk (Andar de Pato) en la mesa de un bar y otra en la cual se ve a los fanes con imitaciones Gibson SG de cartón.

## Lista de canciones
Todas las letras escritas por Angus Young y Malcom Young, toda la música compuesta por AC/DC. 
| Lanzamiento promocional |        |          |  |
| N.º                     | Título | Duración |  |

## Personal
- Brian Johnson – vocalista
- Angus Young – guitarra solista
- Malcolm Young – guitarra rítmica, coros
- Cliff Williams – bajo, coros
- Simon Wright – batería